# エスカンビア湾

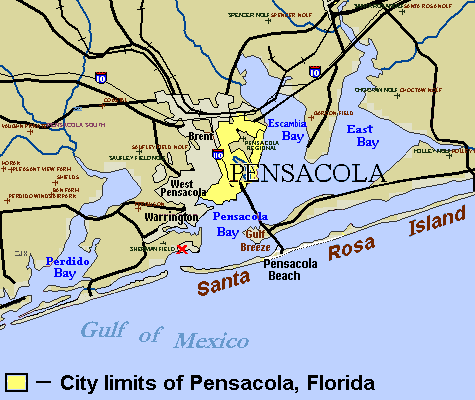
エスカンビア湾周辺地図

エスカンビア湾 (Escambia Bay) はアメリカ合衆国のフロリダ州サンタローザ郡およびエスカンビア郡にある湾。
西岸にはペンサコーラがある。エスカンビア湾は南西のペンサコーラ湾を通じて外洋（メキシコ湾）と繋がっている。流入河川にはエスカンビア川がある。
1978年5月8日、ペンサコーラ地域空港へ着陸しようとしていたナショナル航空193便（ボーイング727）がエスカンビア湾へ墜落した。
2004年9月、ハリケーン・アイバンによりエスカンビア湾にかかる州間高速道路10号線のエスカンビアベイ橋が大きな被害を受けた。